# Mårten Kalling (författare)
Vive Mårten Ulfsson Kalling, född 21 november 1880 på Kåvi i Hovsta socken, död 9 juni 1963 i Stockholm, var en svensk greve, kynolog och författare.
Mårten Kalling var son till kammarherren och godsägaren greve Claës Hjalmar Ulf Kalling. Efter läroverksstudier i Örebro och agronomstudier vid olika gårdar i Närke och på Kåvi ägnade sig Kalling åt lantbruk, främst djuruppfödning på familjegodset Myrö 1903–1904, Lövsund 1904–1909 och Trolleholm 1909–1913. Från 1914 var Kalling agent för Allmänna svenska utsädesaktiebolaget i Svalöv. Från 1943 var han bosatt på gården Svanetorp i Skåne. 
Kalling gjorde sig främst känd som jaktexpert, kynolog och uppfödare av olika sorters jakthundar med kenneln Sippola. Inom hundskötseln vann han internationellt erkännande som prisdomare vid de sedan 1904 årligen återkommande hundutställningarna och jaktproven i de nordiska länderna. Han företog studieresor i Tyskland och Storbritannien. 
Kalling författade artiklar, ofta i novellform bland annat i Stockholms-Tidningen från 1930, Svenska kennelklubbens tidskrift och i utländska facktidskrifter. Ett urval av dess utgavs under titeln Med bössa, hund och patroner (1940). Han redigerade även Svenskt rashundsgalleri (1940).